# Coffin Shop
Der Coffin Shop (dt. „Sargladen“) in Gainesville im US-Bundesstaat Alabama ist ein denkmalgeschütztes Gebäude aus der zweiten Hälfte des 19. Jahrhunderts. Es ist seit dem 29. Oktober 1985 mit der Nummer 85002930 im National Register of Historic Places eingetragen.
Der Coffin Shop ist das einzige erhaltene Gebäude aus dem ehemaligen Geschäftsviertel von Gainesville, welches sich zwischen McKee und State Street erstreckte.

## Beschreibung
Der Coffin Shop ist ein einfacher, rechteckiger Holzrahmenbau mit einer Grundfläche von 2,22 mal 3,81 Meter. Es besitzt eine Bretter- und Leistenschalung an den Rück- und Seitenwänden und eine  Stülpschalung an der zur Straße zeigenden Giebelwand, das Dach wird an dieser Seite mit einem gelochten und ausgekehlten Ortgang abgeschlossen. Derartige Ortgänge waren in Gainesville für Wirtschaftsgebäude aus dieser Zeit typisch. Oberhalb der Eingangstür ist ein kleines, dreiteiliges Sprossenfenster als Oberlicht angebracht. Die höher gesetzte Tür daneben diente zum Verladen der Särge.
Das Gebäude besitzt zwei Räume, die im Stile eines Shotgun House angeordnet sind. In der Mitte des Gebäudes befindet sich ein kleiner Schornstein mit Abzugsrohr.

## Geschichte
Das Gebäude wurde zwischen 1860 und 1870 von Edward N. Kring als Nebenbau seiner Schreinerwerkstatt errichtet, die sich hinter der Rückseite befand. Der Coffin Shop diente als Vorführraum, die Kunden konnten sich hier das Material und Design für die von Kring angefertigten Särge aussuchen.
Am 16. März 1881 überlebte das Gebäude einen Großbrand, bei dem das gesamte Geschäftsviertel von Gainesville zerstört wurde.
1970 wurde das Haus vier Meter vom Alabama Highway 39 entfernt auf ein Fundament aus Betonziegeln versetzt.